# Chasmina cygnus
Chasmina cygnus är en fjärilsart som beskrevs av Walker 1856. Chasmina cygnus ingår i släktet Chasmina och familjen nattflyn. Inga underarter finns listade i Catalogue of Life.